# Knud Pontoppidan
Knud Børge Pontoppidan, född 10 juli 1853 i Ribe, död 21 oktober 1916 i Hillerød, var en dansk läkare; bror till Morten och Henrik Pontoppidan.
Pontoppidan blev 1870 student vid Randers skole och avlade 1876 läkarexamen. Han tjänstgjorde en tid som kandidat på sinnessjukhuset vid Århus, därefter vid Kommunehospitalet i Köpenhamn och var 1882-86 förste underläkare på sistnämnda sjukhus. År 1883 blev medicine doktor på en avhandling om kronisk morfinism. Han var därefter verksam som privatdocent vid Köpenhamns universitet och höll föreläsningar om centrala nervsystemets patologi. Åren 1886-87 var han förste underläkare på Sankt Hans Hospital vid Roskilde och utnämndes 1888 till överläkare vid Kommunehospitalets sjätte avdelning, med vilken universitetets docenttjänst i klinisk psykiatri var förbunden.
Hans verksamhet på Kommunehospitalets sinnessjukavdelning utsattes 1895-96 för skarp kritik, främst av författarinnan Amalie Skram. Kritiken, som kan ses som ett tidigt uttryck för antipsykiatri, bemötte han i Sjette afdelings jammersminde (1897), men fick ändå till följd att han samma år lämnade sin tjänst. Åren 1898-1901 var han överläkare vid sinnessjukhuset vid Århus, men återvände 1901 till Köpenhamn som professor i rättsmedicin och blev 1909 även medlem av Retslægerådet. År 1913 drog han sig tillbaka av hälsoskäl.